# 수원시

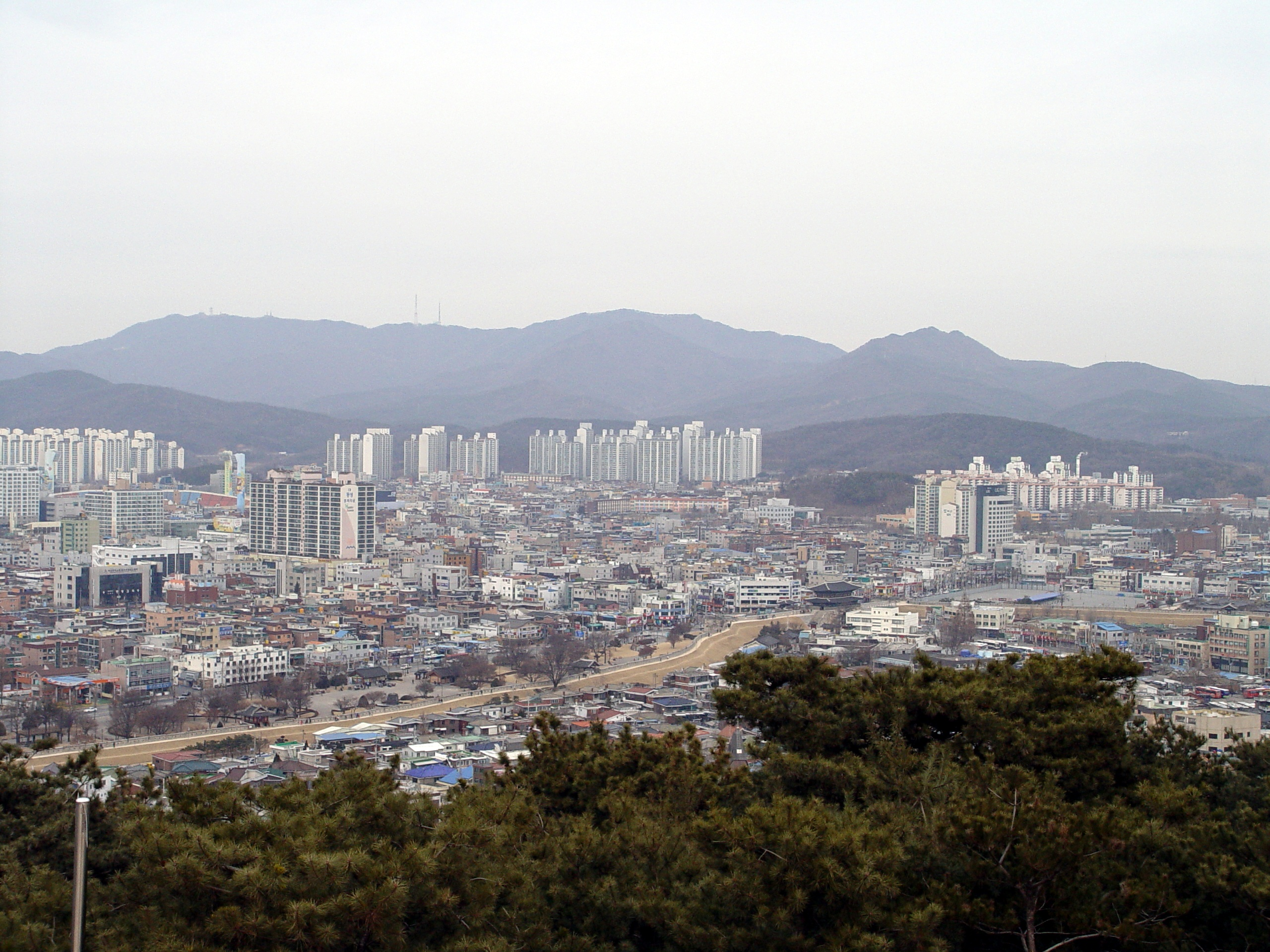
팔달산에서 바라본 수원시 전경.

수원시(水原市)는 대한민국 경기도 중남부에 있는 특례시로, 경기도청 소재지이다. 동쪽으로는 용인시, 서쪽으로는 안산시, 남쪽으로는 화성시, 북쪽으로는 의왕시와 접한다. 시청 소재지는 팔달구 인계동이며, 장안구, 권선구, 팔달구, 영통구의 4개 일반구가 있다. 2022년 1월 13일 창원시, 용인시, 고양시와 함께 특례시가 되었다. 대한민국의 기초지방자치단체 중 인구가 가장 많다.
세계문화유산인 수원 화성이 있다. 삼성전자 본사와 R&D 센터가 영통구 매탄동에 있다. 11개 대학교가 있다.

## 역사
- 1949년 8월 14일 : 수원군 수원읍이 수원부로 승격되어 수원군으로부터 분리되고, 수원군은 화성군으로 개칭하였다.[8]
- 1949년 8월 15일 : 대한민국 지방자치법에 따라 부(府)가 시(市)로 일괄 개칭해 수원시가 되었고, 일본식 행정구역명인 정(町)을 '동'(洞)으로, 정목(丁目)을 '가'(街)로 고쳤다.[9]
- 1963년 1월 1일 : 화성군 일왕면의 구 일형면 지역(상광교리·하광교리·조원리·송죽리·파장리·정자리·이목리·율전리·천천리·탑리·구운리), 태장면 일부(원천리·매탄리·권선리), 안룡면 일부(곡반정리·대황교리·장지리·고색리·평리·오목천리)를 수원시에 편입하였다.[10]
- 1967년 6월 23일 : 경기도청이 서울특별시에서 수원시 매산로3가로 이전하였다.[11]
- 1983년 2월 15일 : 용인군 수지면에서 쇠죽골천과 가산천, 여천(麗川) 유역의 이의리·하리가 수원시로 편입되었다.[12]
- 1987년 1월 1일 : 화성군 매송면의 금곡리, 호매실리가 수원시로 편입되었다.[13]
- 1988년 7월 1일 : 장안구와 권선구가 설치되었다.[14]
- 1993년 2월 1일 : 장안구의 일부와 권선구의 일부를 분리하여 팔달구를 설치하였다.[15]
- 1994년 12월 26일 : 화성군 태안읍 영통리 전부와 신리, 망포리 일부, 용인군 기흥읍 영덕리 일부가 수원시에 편입되었다.[16]
- 1995년 4월 20일 : 화성군 태안읍 신리와 망포리가 전부 수원시에 편입되었다.[17]
- 2002년 4월 24일 : 수원시의 주민등록 인구가 100만 명을 넘었다.[18]
- 2003년 11월 24일 : 팔달구의 동쪽 일부를 분리하여 영통구를 설치하고, 장안구 신안동과 화서1동, 화서2동, 권선구의 매교동, 매산동, 고등동을 팔달구로 편입해 조정하였다.[19]
- 2007년 5월 9일 : 광교신도시 조성에 따라 영동고속도로 남쪽의 용인시 수지구 상현동 및 기흥구 영덕동 일부를 영통구 하동에 편입하고, 영동고속도로 북쪽의 하동 일부를 용인시의 수지구 상현동으로 이관하였다.[20][21]
- 2013년 1월 17일 : 수원 KT wiz프로야구팀 창단
- 2014년 4월 : 수원시의 주민등록 인구가 울산광역시를 추월하였다.[22]
- 2019년 9월 13일 : 수원시 영통구 원천동 일부와 용인시 기흥구 영덕동 일부를 교환하였다.[23][24]
- 2020년 7월 24일 : 경기도 수원시와 화성시의 관할구역 변경에 관한 규정에 따라 6월 16일 국무회의에서 의결하고 6월 23일 공포함. 경계조정령이 시행되어 수원시 영통구 신동, 망포동 일부와 화성시 반정동 일부를 교환하였다.[25]
- 2020년 12월 9일 : 특례시 법안이 국회에서 통과되었다.
- 2022년 1월 13일 : 특례시가 됨

## 행정 구역
| \| 구 \| 한자 \| 면적 \| 인구 \| \| ------ \| ------ \| ------ \| --------- \| \| 장안구 \| 長安區 \| 33.18 \| 270,849 \| \| 권선구 \| 勸善區 \| 47.31 \| 366,167 \| \| 팔달구 \| 八達區 \| 12.86 \| 197,213 \| \| 영통구 \| 靈通區 \| 27.68 \| 363,028 \| \| 수원시 \| 水原市 \| 121.02 \| 1,197,257 \| |        |        |           |
| 구 | 한자   | 면적   | 인구      |
| 장안구 | 長安區 | 33.18  | 270,849   |
| 권선구 | 勸善區 | 47.31  | 366,167   |
| 팔달구 | 八達區 | 12.86  | 197,213   |
| 영통구 | 靈通區 | 27.68  | 363,028   |
| 수원시 | 水原市 | 121.02 | 1,197,257 |

## 지리
수원시는 경기도 중남부에 있으며, 동쪽은 용인시 기흥구 및 수지구에, 서쪽은 안산시 상록구와 화성시 봉담읍 및 매송면에, 남쪽은 화성시 병점 및 동탄에, 북쪽은 의왕시에 접하고 있다.
경부고속도로, 영동고속도로, 용인서울고속도로가 분기하고 있다. 경기도 남부의 교통 중심지로, 인천과 여주로 통하는 육로의 기점이 된다.
수원시의 면적은 121.04 km2의 주형 분지로 되어 있다.
시가지 중앙에는 해발 143m의 팔달산이 있어 공원을 이루며, 유네스코 세계문화유산 수원화성 성곽이 둘러져 있으며 동북공심돈, 사대문, 봉수대, 방화수류정 등 문화재가 곳곳에 있다.
시 외곽 북쪽으로는 백운산과 광교산이 위치해 있어 높은 구릉지역을 형성하며, 서쪽 외곽에는 칠보산 위치해 있어 낮은 구릉지를 이룬다.
수원 중심부와 동남 지역으로 평야를 형성되어서, 도시의 시가지 형성 및 수도권 근교의 농산, 원예 등에 도움이 되고 있다.

## 기후
수원시의 기후는 냉대 동계 소우 기후(Dwa)이다. 동절기의 온도가 영하 3도 아래로 내려가는 기간을 감안하여도 그렇게 반영된다.
| 수도권기상청 (수원시 권선구 고색동, 해발 39.81m)의 기후 | 수도권기상청 (수원시 권선구 고색동, 해발 39.81m)의 기후 | 수도권기상청 (수원시 권선구 고색동, 해발 39.81m)의 기후 | 수도권기상청 (수원시 권선구 고색동, 해발 39.81m)의 기후 | 수도권기상청 (수원시 권선구 고색동, 해발 39.81m)의 기후 | 수도권기상청 (수원시 권선구 고색동, 해발 39.81m)의 기후 | 수도권기상청 (수원시 권선구 고색동, 해발 39.81m)의 기후 | 수도권기상청 (수원시 권선구 고색동, 해발 39.81m)의 기후 | 수도권기상청 (수원시 권선구 고색동, 해발 39.81m)의 기후 | 수도권기상청 (수원시 권선구 고색동, 해발 39.81m)의 기후 | 수도권기상청 (수원시 권선구 고색동, 해발 39.81m)의 기후 | 수도권기상청 (수원시 권선구 고색동, 해발 39.81m)의 기후 | 수도권기상청 (수원시 권선구 고색동, 해발 39.81m)의 기후 | 수도권기상청 (수원시 권선구 고색동, 해발 39.81m)의 기후 |
| 월                                                      | 1월                                                     | 2월                                                     | 3월                                                     | 4월                                                     | 5월                                                     | 6월                                                     | 7월                                                     | 8월                                                     | 9월                                                     | 10월                                                    | 11월                                                    | 12월                                                    | 연간                                                    |
| ------------------------------------------------------- | ------------------------------------------------------- | ------------------------------------------------------- | ------------------------------------------------------- | ------------------------------------------------------- | ------------------------------------------------------- | ------------------------------------------------------- | ------------------------------------------------------- | ------------------------------------------------------- | ------------------------------------------------------- | ------------------------------------------------------- | ------------------------------------------------------- | ------------------------------------------------------- | ------------------------------------------------------- |
| 역대 최고 기온 °C (°F)                                  | 15.3 (59.5)                                             | 19.3 (66.7)                                             | 25.0 (77.0)                                             | 30.5 (86.9)                                             | 33.2 (91.8)                                             | 34.0 (93.2)                                             | 37.5 (99.5)                                             | 39.3 (102.7)                                            | 33.7 (92.7)                                             | 29.0 (84.2)                                             | 25.8 (78.4)                                             | 17.8 (64.0)                                             | 39.3 (102.7)                                            |
| 일평균 최고 기온 °C (°F)                                | 2.8 (37.0)                                              | 5.6 (42.1)                                              | 11.3 (52.3)                                             | 18.2 (64.8)                                             | 23.6 (74.5)                                             | 27.5 (81.5)                                             | 29.3 (84.7)                                             | 30.3 (86.5)                                             | 26.4 (79.5)                                             | 20.4 (68.7)                                             | 12.5 (54.5)                                             | 4.9 (40.8)                                              | 17.7 (63.9)                                             |
| 일일 평균 기온 °C (°F)                                  | −2.1 (28.2)                                             | 0.3 (32.5)                                              | 5.7 (42.3)                                              | 12.0 (53.6)                                             | 17.6 (63.7)                                             | 22.2 (72.0)                                             | 25.3 (77.5)                                             | 26.0 (78.8)                                             | 21.4 (70.5)                                             | 14.6 (58.3)                                             | 7.2 (45.0)                                              | 0.1 (32.2)                                              | 12.5 (54.5)                                             |
| 일평균 최저 기온 °C (°F)                                | −6.6 (20.1)                                             | −4.5 (23.9)                                             | 0.6 (33.1)                                              | 6.4 (43.5)                                              | 12.3 (54.1)                                             | 17.9 (64.2)                                             | 22.1 (71.8)                                             | 22.7 (72.9)                                             | 17.1 (62.8)                                             | 9.4 (48.9)                                              | 2.4 (36.3)                                              | −4.2 (24.4)                                             | 8.0 (46.4)                                              |
| 역대 최저 기온 °C (°F)                                  | −24.8 (−12.6)                                           | −25.8 (−14.4)                                           | −11.3 (11.7)                                            | −4.7 (23.5)                                             | 2.3 (36.1)                                              | 7.8 (46.0)                                              | 13.2 (55.8)                                             | 13.0 (55.4)                                             | 3.6 (38.5)                                              | −3.6 (25.5)                                             | −12.6 (9.3)                                             | −24.4 (−11.9)                                           | −25.8 (−14.4)                                           |
| 평균 강수량 mm (인치)                                   | 18.1 (0.71)                                             | 28.3 (1.11)                                             | 40.7 (1.60)                                             | 71.6 (2.82)                                             | 95.0 (3.74)                                             | 122.9 (4.84)                                            | 385.1 (15.16)                                           | 296.3 (11.67)                                           | 133.5 (5.26)                                            | 54.1 (2.13)                                             | 48.9 (1.93)                                             | 25.8 (1.02)                                             | 1,320.3 (51.98)                                         |
| 평균 강수일수 (≥ 0.1 mm)                                | 6.7                                                     | 6.2                                                     | 7.0                                                     | 8.0                                                     | 8.6                                                     | 9.6                                                     | 15.4                                                    | 14.0                                                    | 8.6                                                     | 6.1                                                     | 9.0                                                     | 8.3                                                     | 107.5                                                   |
| 평균 강설일수                                           | 6.9                                                     | 5.3                                                     | 2.2                                                     | 0.1                                                     | 0.0                                                     | 0.0                                                     | 0.0                                                     | 0.0                                                     | 0.0                                                     | 0.0                                                     | 1.8                                                     | 6.8                                                     | 23.1                                                    |
| 평균 상대 습도 (%)                                      | 63.0                                                    | 61.9                                                    | 62.2                                                    | 62.1                                                    | 66.1                                                    | 71.4                                                    | 79.9                                                    | 77.6                                                    | 73.2                                                    | 69.8                                                    | 67.9                                                    | 64.4                                                    | 68.3                                                    |
| 평균 월간 일조시간                                      | 174.3                                                   | 178.7                                                   | 205.7                                                   | 214.5                                                   | 229.7                                                   | 195.0                                                   | 138.2                                                   | 168.7                                                   | 184.6                                                   | 208.9                                                   | 162.5                                                   | 166.2                                                   | 2,227                                                   |
| 출처: 기상청 (평년값: 1991년~2020년, 극값: 1964년~현재) |                                                         |                                                         |                                                         |                                                         |                                                         |                                                         |                                                         |                                                         |                                                         |                                                         |                                                         |                                                         |                                                         |

## 인구
수원시의 인구는 2015년 5월말 기준으로 121만3665 명, 45만7535 가구이고, 이 중 대한민국 국민이 117만7376 명, 등록 외국인이 3만6289 명으로 외국인이 수원시 거주 인구의 3%에 해당한다.
2012년 통계연보에 따르면, 0~14세 인구는 15.9%, 65세 이상 인구는 8%이다. 생산 연령층인 15~64세 인구는 76.1%(전국 평균 72.8%)이며, 유·소년인구부양비는 22.6%(전국 평균 22.8%)이다. 여자 인구 100명당 남자 인구는 102명이다.
- 수원시의 연도별 인구 추이[32]

| 년도   | 총인구      |  | 비고                    |
| ------ | ----------- |  | ----------------------- |
| 1949년 | 52,772명    |  | 1949년 8월 14일 시 승격 |
| 1955년 | 81,304명    |  |                         |
| 1960년 | 90,801명    |  |                         |
| 1966년 | 127,733명   |  |                         |
| 1970년 | 167,201명   |  |                         |
| 1975년 | 224,145명   |  |                         |
| 1980년 | 310,476명   |  |                         |
| 1985년 | 430,752명   |  |                         |
| 1990년 | 644,805명   |  |                         |
| 1995년 | 755,550명   |  |                         |
| 2000년 | 946,704명   |  | 외국인: 2,465 (0.3%)    |
| 2005년 | 1,044,113명 |  |                         |
| 2010년 | 1,071,913명 |  |                         |
| 2015년 | 1,194,313명 |  |                         |
| 2020년 | 1,186,078명 |  |                         |
| 2022년 | 1,190,964명 |  |                         |

## 경제

### 지역내 총생산
수원시의 2012년 지역내 총생산은 50조 5,093억원으로 경기도 지역내 총생산의 7.0%를 차지하고 있다. 이중 농업(1차산업)은 11억원으로 비중이 낮고 광업 및 제조업(2차산업)은 14조 447억원으로 27.8%의 비중으로 차지한다. 상업 및 서비스업(3차산업)은 36조 4,635억원으로 72.2%의 비중을 차지한다. 3차산업 부문에서는 경기도의 행정 중심지로서 사업서비스업(11.0%)과 공공행정(7.2%), 건설업(7.0%)과 도소매업(7.0%)이 큰 비중을 차지하고 있다.

### 산업별 종사자 현황
2014년 수원시 산업의 총종사자 수는 394,141명으로 경기도 총종사자 수의 8.8%를 차지하고 있다. 이중 농업(1차산업)은 215명으로 비중이 낮다. 광업 및 제조업(2차산업)은 38,775명으로 9.8%의 비중으로 차지하고 상업 및 서비스업(3차산업)은 355,151명으로 90.1%의 비중을 차지한다. 2차산업은 경기도 전체의 비중(27.1%)보다 낮고 3차 산업은 경기도 전체 비중(72.9%)보다 높다. 3차산업 부문에서는 사업서비스업(20.1%), 도소매업(13.4%)과 숙박 및 음식업(10.%), 교육서비스업(9.4%)이 큰 비중을 차지하고 있다.

### 재정자립도
2018년 기준 수원시의 재정자립도는 55.73%로 경기도에서 5번째로 높다.

### 상주인구와 주간인구
수원시의 2010년 기준 상주인구는 1,043,767명이고 주간인구는 952,174명으로 주간인구지수가 91로 낮다. 통근으로 인한 유입인구는 89,914명, 유출인구는 202,279명이고, 통학으로 인한 유입인구는 20,772명, 유출인구는 29,472명으로 전체적으로 유출인구가 91,593명 더 많은데, 이는 수도권에서 서울특별시와 가깝거나 교통이 편리한 지역에서 공통적으로 나타나는 현상이다.

### 제조업
- 삼성전자

수원시 영통구에 위치한 삼성전자 본사

1973년 9월 1일 삼성전자는 서울특별시 을지로에 있는 삼성전자의 본사를 수원시로 이전했다. 일본 산요 전기(SANYO Electric Co., Ltd.)와 전자부품의 설비 공정을 설립하기 위함이였다. 이것을 계기로 삼성전자 수원시대를 맞이하면서 수원시가 갖는 위상은 삼성전자의 도약과 같이 하게 되었다.

### 상업

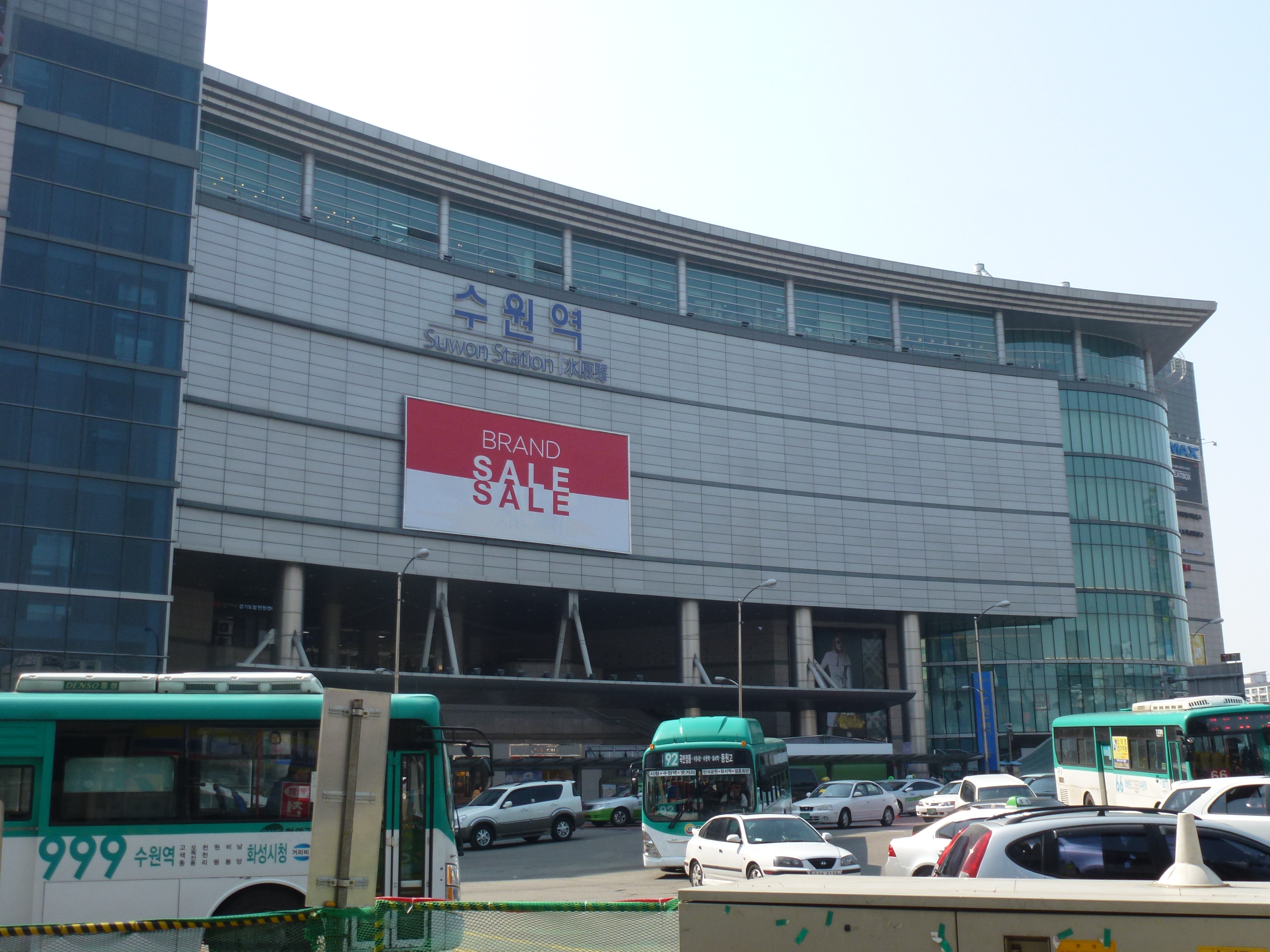
수원역과 연결된 AK플라자 수원점

#### 백화점·대형아울렛
- 롯데백화점 수원점 (권선구 서둔동)
- AK플라자 수원점 (팔달구 매산동 수원역 내부)
- 갤러리아백화점 광교점 (영통구 광교중앙로 124)
- NC백화점 NC터미널점 (권선구 권선동)
- 뉴코아아울렛 동수원점 (팔달구 인계동)
- 2001아울렛 수원점 (팔달구 인계동)
- 롯데아울렛 광교점 (영통구 이의동)
- 스타필드 수원점 (장안구 정자동)

#### 대형마트
- 이마트 수원점 (권선구 권선동)
- 이마트 서수원점 (권선구 구운동)
- 이마트 광교점 (영통구 이의동)
- 트레이더스 홀세일 클럽 스타필드 수원점 (장안구 정자동)
- 트레이더스 홀세일 클럽 수원점 (영통구 신동)[37]
- 홈플러스 동수원점 (팔달구 인계동)
- 홈플러스 서수원점 (권선구 금곡동)
- 홈플러스 북수원점 (장안구 조원동)
- 홈플러스 영통점 (영통구 영통동)
- 홈플러스 원천점 (영통구 원천동)
- 롯데마트 수원점 (권선구 서둔동)
- 롯데마트 천천점 (장안구 천천동)
- 롯데마트 권선점 (권선구 권선동)
- 롯데마트 영통점 (영통구 영통동)
- 롯데마트 광교점 (영통구 이의동)
- 하나로클럽 수원점 (권선구 구운동)

#### 영화관
- 롯데시네마 수원점 (권선구 서둔동)
- 롯데시네마 북수원점 (장안구 천천동)
- 롯데시네마 서수원점 (권선구 금곡동)
- 롯데시네마 광교아울렛점 (영통구 이의동)
- 메가박스 수원점 (권선구 권선동)
- 메가박스 수원AK플라자점 (팔달구 매산동)
- 메가박스 수원남문점 (팔달구 행궁동)
- 메가박스 수원 스타필드점 (장안구 정자동)
- CJ CGV 동수원점 (팔달구 인계동)
- CJ CGV 북수원점 (장안구 조원동)
- CJ CGV 광교점 (영통구 이의동)

## 행정
수원시는 2017년 12월부터 불법 현수막, 음란·퇴폐·불법대출 전단 단속을 위해 5분~20분마다 전화를 걸어 위반사실을 안내하는 방식을 도입, 2018년 기준 월평균 적발 건수를 전년 같은 기간 대비 74.5% 줄였다. 불법 유동 광고물 자동전화안내 서비스로 2018 제3회 적극행정 우수사례 경진대회 장려상을 수상했다.

## 경기도교육청
- - 수원교육지원청

### 고등학교
- 1902년 팔달구 매향동에 특성화고등학교 사단법인 삼일학원 삼일실업고등학교를 시작으로 삼일공업고등학교, 삼일상업고등학교로 분리, 매향학원 매향여자경영고등학교로 확대, 매향학원소속으로 사립 매향여자정보고등학교로 개편되었다.
- 1909년 팔달구 남수동에 수원상업강습소를 시작으로 1916년에 화성학원으로 확대, 1943년 매교동에 수원상업전수학교를 거쳐 1951년에 수원고등학교로 개편되었다.
- 1936년 팔달구 고등동에 수원공립가정여학교로 개교, 1951년에 공립 일반계 여고인 수원여자고등학교로 개편되었다.
- 1955년 장안구 영화동에 수성고등학교(수원농생명과학고등학교 내 부속건물)를 시작으로 1956년 현 수성중학교(조원동) 위치로 이전 뒤, 1971년 중, 고등 분리 후, 1973년 현 수성고등학교(정자동) 위치로 이전하였다.
- 1972년 팔달구 인계동에 학교법인 광인학원 소속으로 사립 수원공업고등학교가 설립되었다.
- 1973년 팔달구 우만동에 학교법인 유신학원 소속으로 사립 유신고등학교가 설립되었다.
- 1983년 장안구 송죽동에 대한민국 최초의 특수목적 고등학교인 경기과학고등학교가 설립되었다.
- 1985년 팔달구 우만동에 학교법인 유신학원 소속으로 사립 창현고등학교가 설립되었다.
- 1995년 장안구 천천동에 경기체육고등학교가 설립되었다.
- 1996년 권선구 권선동에 권선고등학교가 설립되었다.
- 1998년 영통구 영통동에 청명고등학교, 영덕고등학교와 태장고등학교가 설립되었다.
- 2006년 영통구 이의동에 공립 특수목적 고등학교인 수원외국어고등학교가 설립되었다.
- 2010년 영통구 영통동에 팔달공업고등학교가 마이스터 고등학교로 지정되면서 수원하이텍고등학교로 교명이 변경되었다.
- 2010년 영통구 영통동에 태장고등학교와 매탄동의 효원고등학교가 과학중점학교로 선정되었다.
- 2012년 권선구 고색동에 자율형 공립고등학교로 고색고등학교가 선정되었다.

### 대학교
4년제 대학으로 경기대학교 수원캠퍼스, 성균관대학교 자연과학캠퍼스, 아주대학교, 한국방송통신대학교 경기지역대학, 경희대학교 국제캠퍼스 등이 있고, 2년제 대학으로 동남보건대학교, 수원여자대학이 있으며, 특수대학인 합동신학대학원대학교와 봉녕사승가대학, 삼성제조기술대학이 있다.
- 1907년 권선구 서둔동에 서울대학교 농업생명과학대학이 설립되었다. (2003년 9월 서울특별시 관악캠퍼스로 이전하고 농대 실험목장으로 개명됨)
- 1973년 영통구 원천동에 아주대학교가 설립되었다.
- 1973년 장안구 천천동에 동남보건대학교가 설립되었다.
- 1979년 장안구 천천동에 성균관대학교 자연과학캠퍼스가 설립되었다.
- 1979년 영통구 이의동에 경기대학교 수원캠퍼스가 설립되었다.
- 1979년 영통구 원천동에 합동신학대학원대학교가 설립되었다.
- 1985년 영통구 원천동에 한국방송통신대학교 경기지역 학습관이 설립되었다. (2003년 5월 권선구 오목천동으로 이전하고 경기지역대학으로 개명됨)
- 2009년 영통구 이의동에 서울대학교 융합과학기술대학원이 설립되었다.

## 관광
수원에는 북쪽 광교산과 서쪽 칠보산, 동쪽 청명산이 위치해 있어, 주민들의 휴식처 역할을 한다. 파장동 경수간 도로변의 지지대와 노송지대, 서쪽의 화서동 서호축만제와 서호생태수자원센터, 동쪽의 이의동 광교신도시 광교호수공원이 있다. 또한 수원시 첫 수목원인 일월수목원이 10만 1500㎡ 규모로 천천동 일월공원에 조성되어 광교산·칠보산 등에 자생하는 중요 식물유전자원을 보존하는 역할도 하게 된다.
- 수원종합운동장
- 수원월드컵경기장
- 경기도문화의전당

### 수원 화성

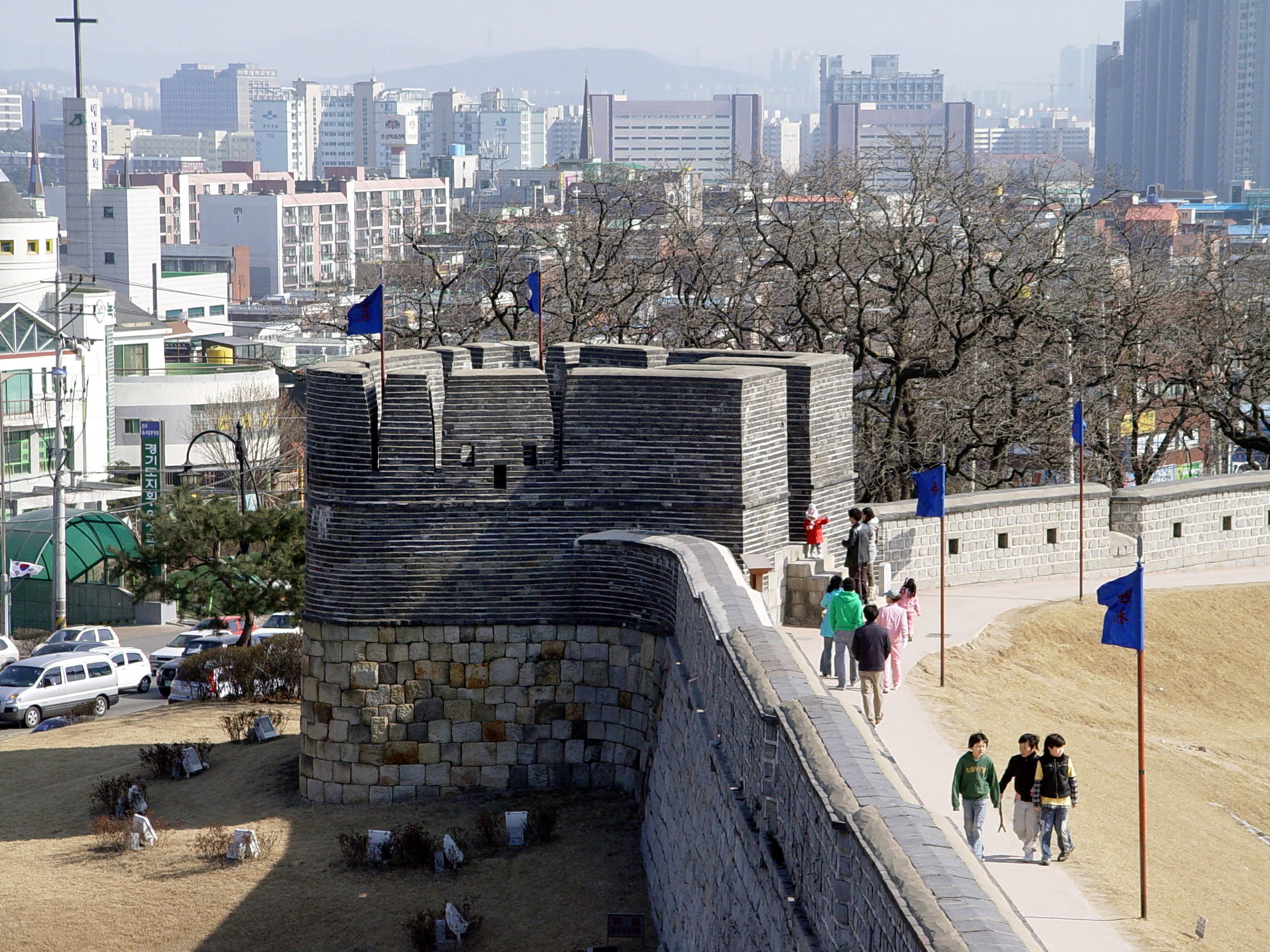
수원 화성

수원 화성은 1997년 12월 4일 유네스코 세계문화유산에 등록되었다. 팔달문(남문)· 화서문(서문) · 창룡문(동문) · 장안문(북문) 등의 4개의 누문, 작약으로 유명한 화령전, 7개의 수문이 있는 화홍문, 방화수류정, 정조가 군사를 지위했었던 지휘통제실인 서장대, 군사훈련장인 연무대, 조선시대 통신수단이었던 봉돈 등이 있고, 또한 장안공원과 팔달공원 등 두 곳의 공원이 조성되어 있다. 또한, 정조대왕의 임시처소였던 화성행궁이 있다.

### 화성행궁

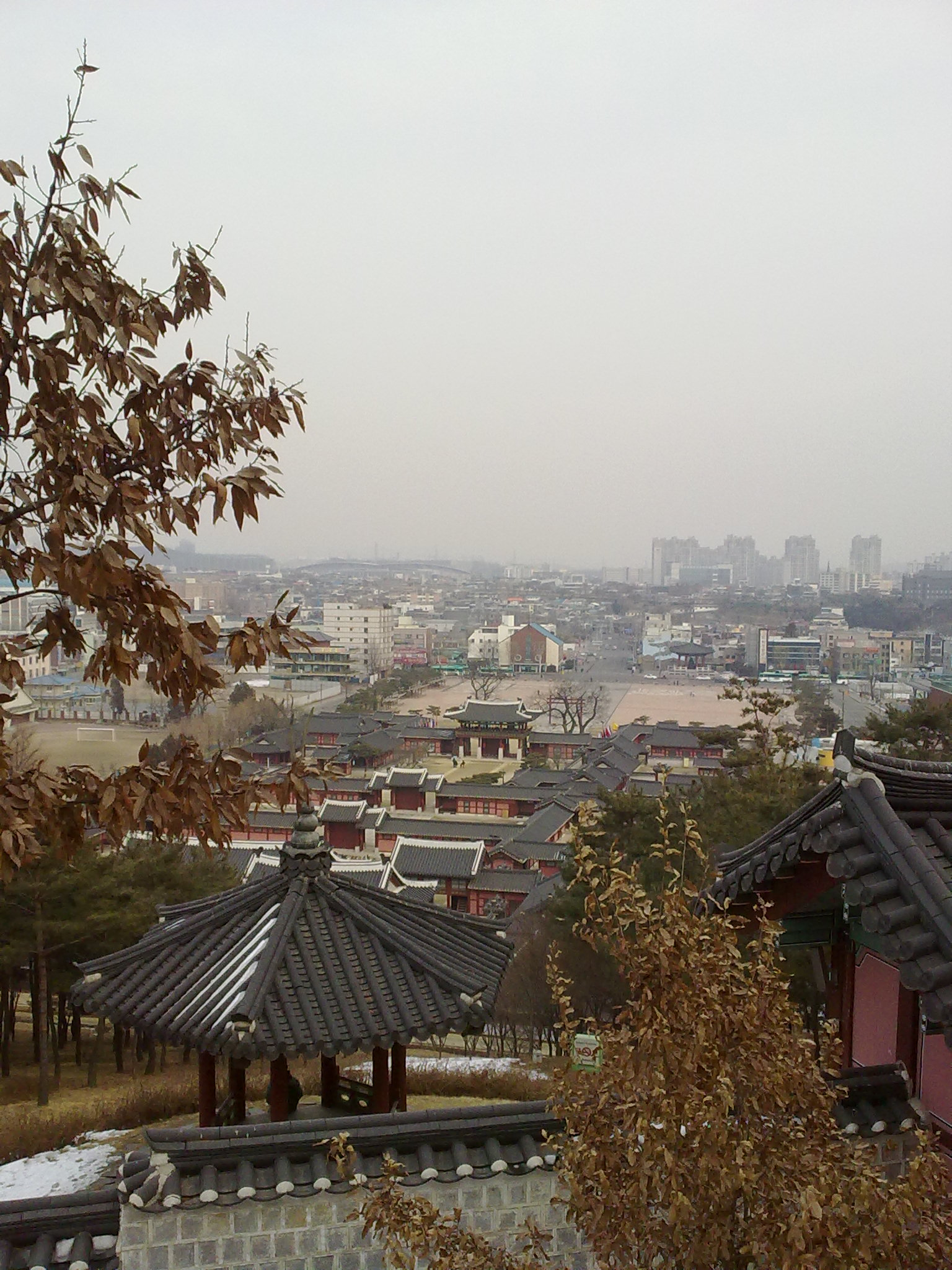
화성 행궁

화성행궁은 1789년 조선 정조 13년 수원 신읍치 건설 후 팔달산 동쪽 기슭에 건립한 행궁이다. 수원부 관아와 행궁으로 사용되다가 1794년 정조 18년에서 1796년 정조 20년에 걸쳐 진행된 화성축성 기간에 화성행궁을 확대하여 최종 완성되었다. 정조는 효성이 지극하여 부친인 장헌세자의 원침인 현륭원(현재의 융릉)을 13차례 참배하였으며, 이 기간 중 화성행궁에서 유숙하였다. 건립 당시에는 봉수당, 복내당, 유여택, 신풍루, 남북군영, 우화관, 득중정 등 600여 칸으로 정궁 형태를 이루고 있었다. 우리나라 행궁 중 가장 규모가 크고 아름다웠으며, 정조대왕이 모친 혜경궁 홍씨의 회갑연(진찬연)을 열었던 궁이기도 하다. 낙남헌을 제외한 다른 모든 시설물들은 일제의 민족문화와 역사 말살 정책으로 인해 사라져 버렸지만, 1980년대 말 뜻있는 지역 시민들이 복원추진위원회를 구성, 꾸준하고 적극적인 복원운동을 펼친 결과 1996년 복원공사가 시작되어 마침내 화성행궁 1단계 복원이 완료되어 2003년 10월 일반에게 공개하기에 이르렀다.

### 광교역사공원

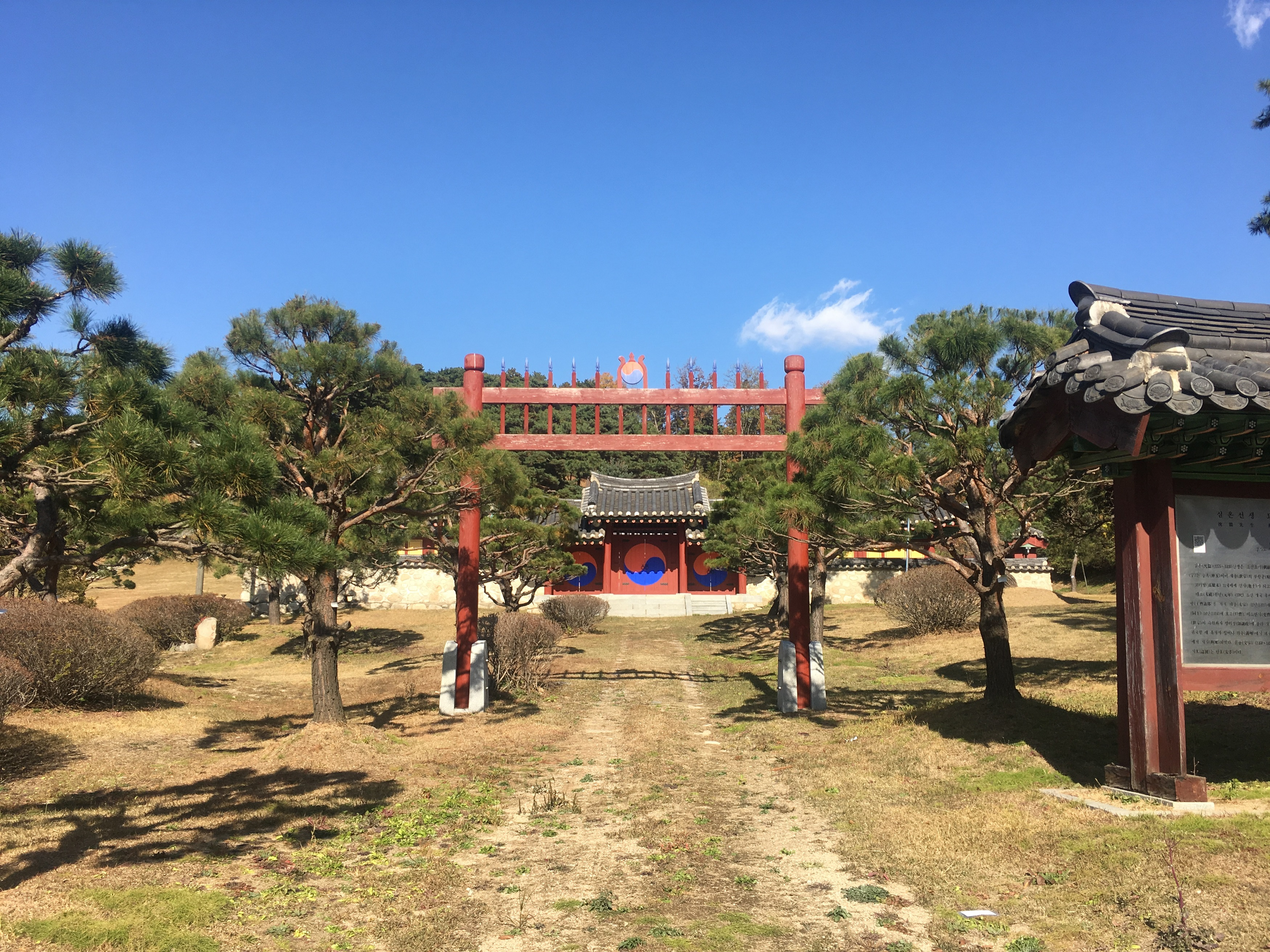
경기도 수원시 영통구 이의동 산13-10 소재
심온 선생 묘

영통구 이의동 등지의 광교역사공원에는 세종대왕의 장인 심온(沈溫)과 태종 이방원의 서4남 혜령군의 묘가 같이 모셔져 있다.

### 음식
수원은 갈비와 통닭의 고장으로 유명하다. 수원에 수원 화성을 축조한 정조는 수원이 자립 도시로 기능할 수 있도록 둔전(屯田·군량을 충당하기 위해 요지에 설치한 땅)을 경영했다. 농민들에게 종자와 소를 나눠주고, 농사를 짓게끔 했다. 수확기가 되면 수확의 절반을 거둬들이고, 소는 3년에 한 마리씩 갚게 했다. 이후 소의 숫자가 늘어나면서 거래를 할 마땅한 장소가 필요해지자 수원 화성 안팎에 우시장이 하나둘 생겨났다. 수원장이 열리는 4·9일 닷새 간격으로 우시장에는 소 장수와 농민들로 북새통을 이루게 됐는데, 이 시기부터 수원은 소 도축량의 증가로 자연스럽게 한우 갈비가 수원의 식문화로 자리를 잡았다. 수원과 화성 지역에서 나는 한우 암소갈비로 기름을 다듬어낸 뒤 기본으로 참기름과 소금간을 해 선선한 곳에 충분히 재워서 내는 양념갈비로 유명하며, 갈비의 길이가 4인치나 되기 때문에 흔히 수원 왕갈비라고 불린다. 수원 왕갈비는 포천 이동갈비와 함께 한국을 대표하는 갈비요리로 꼽힌다. 수원시에서는 1995년부터 매년 수원음식문화축제를 열어 갈비를 홍보한다.

## 스포츠
| 리그명      | 팀명                     | 창단연도 | 해체연도 | 경기장             |
| ----------- | ------------------------ | -------- | -------- | ------------------ |
| K리그       | 수원 삼성 블루윙즈       | 1995년   | -        | 수원월드컵경기장   |
| K리그       | 수원 FC                  | 2003년   | -        | 수원종합운동장     |
| WK리그      | 수원 FC 위민             | 2008년   | -        | 수원종합운동장     |
| KBO리그     | KT 위즈                  | 2013년   | -        | 수원야구장         |
| KBL         | 수원 KT 소닉붐           | 1997년   | -        | 수원KT소닉붐아레나 |
| V-리그 (남) | 수원 한국전력 빅스톰     | 1945년   | -        | 수원실내체육관     |
| V-리그 (여) | 수원 현대건설 힐스테이트 | 1977년   | -        | 수원실내체육관     |

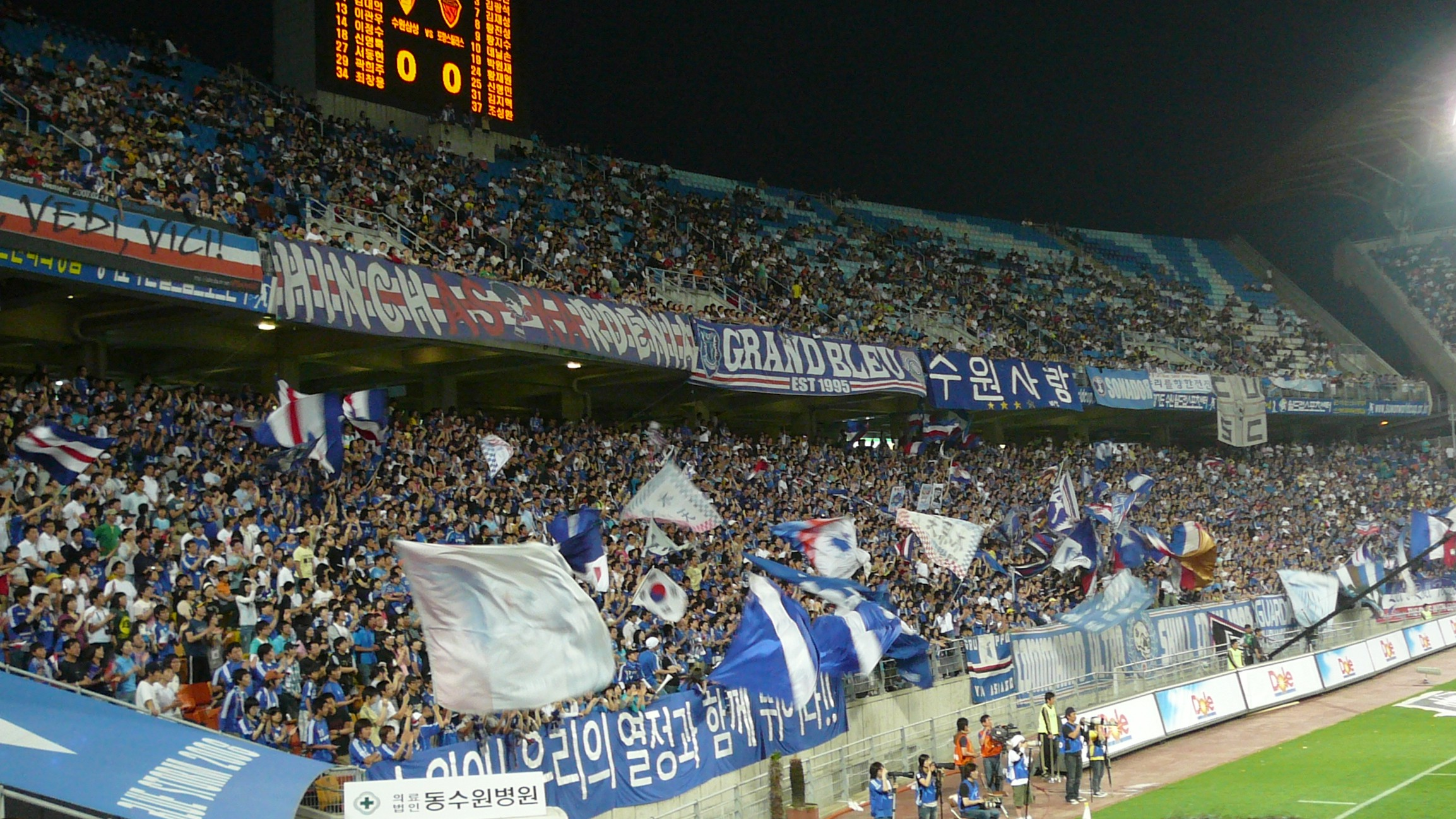
경기도 수원월드컵경기장에서 수원 삼성 블루윙즈를 응원하는 그랑블루 서포터들.

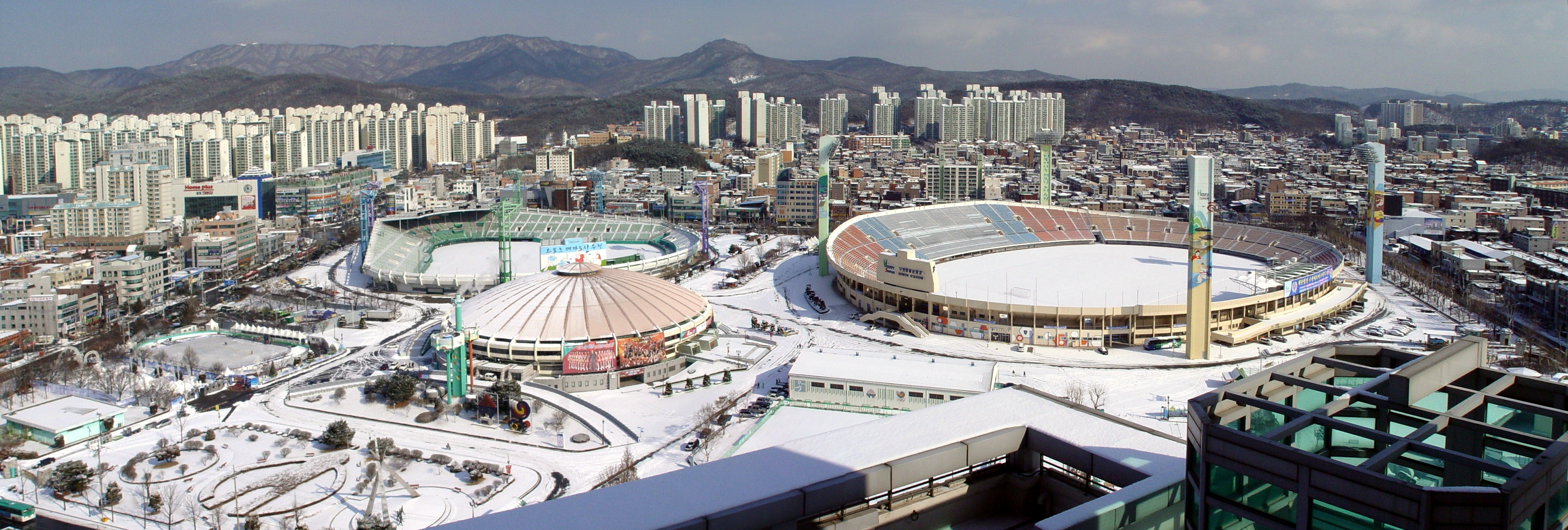
수원종합운동장 전경

수원은 '축구수도'로 지칭될 정도로 축구의 열기가 특히 높은 도시다. 2002년 FIFA 월드컵의 개최도시 중 하나로써, 피스컵, 2007년 FIFA U-17 월드컵 등 많은 국제 경기를 치렀고, 수원시에서는 대한축구협회와 함께 수원컵 국제청소년축구대회를 주기적으로 개최하고 있다. 또한 국제 여자 축구 대회인 피스퀸컵을 정기적으로 개최하였다. K리그 수원 삼성 블루윙즈, 수원 FC와 WK리그 수원 FC 위민(수원도시공사 FMC 여자프로축구팀)의 홈 연고지이기도 하다.
이 중 K리그의 수원 삼성 블루윙즈는 1995년 창단이라는 짧은 역사에도 불구하고 K리그 04회, 아시안 클럽 챔피언십(현재의 AFC 챔피언스리그) 02회, 아시아 슈퍼컵 02회, A3 챔피언스컵와 FA컵 04회 등 수많은 우승컵을 들어올리며 현재 아시아에서 최강팀 중 하나로 손꼽히고 있다. 수원은 김호와 차범근, 서정원 등 스타 감독을 선임하고 고종수, 박건하, 이운재 등 수많은 국가대표 선수들을 보유하여 현재 K리그01에서도 명실상부한 최고 인기 구단이다. 또한 창단 후 거의 매년동안 K리그01에서 최다 관중을 동원하는 등 연고지에 성공적으로 정착하였다. 수원 FC 역시 실업축구 내셔널리그에서 꾸준히 상위권을 유지하는 강호로 꼽혔고, 2013년부터는 프로축구 02부리그인 K리그 챌린지에 참가하면서 2013년 현재 대한민국에서 유일하게 두개의남자프로축구단팀이 운영되고 있다. 2008년에는 여자 실업축구단인 수원 FC 위민이 창단하면서 명실상부 축구 수도로서의 위용을 과시하고 있다. 2010년에는 수원 FC와 수원 FC 위민이 각각 내서널리그와 WK리그에서 우승하면서 각 리그에서 최고의 축구단을 보유한 진정한 축구 수도로 변모하였다.
반면, 2007년까지 수원야구장을 사용하던 현대 유니콘스는 현대그룹이 서울 연고 이전을 목표로 잠정적으로 수원에 머물고 있다는 속내를 감추지 않아 수원 시민의 지지를 얻지 못하며 결국 2007년 시즌을 끝으로 2008년 3월 10일에 해단하게 되었다.
또한, 프로농구단 KBL 삼성 썬더스와 WKBL 삼성생명 비추미가 있었으나, 각각 2001년과 2005년에 서울특별시과 용인시으로 연고를 이전하였다.
2021년 프로농구단 KBL KT 소닉붐이 부산광역시에서 수원시로 연고지 이전해 오면서 20년만에 프로농구팀이 생겼다. 홈 구장은 서수원칠보체육관이다.
그 밖에, V-리그 남자부 수원 한국전력 빅스톰과 여자부 수원 현대건설 힐스테이트가 수원실내체육관을 홈구장으로 사용하고 있다.
2013년 KBO 리그 10번째 구단인 kt wiz가 창단됐다. 2014년 한국 야구 퓨처스 리그에 참가하고, 2015년부터 1군 페넌트레이스 참가를 시작해 2021년 한국시리즈 우승을 차지했다. 수원시의 제1금고를 맡고 있는 중소기업은행에서 kt wiz 제휴 카드를 발행하고 있다.

## 교통

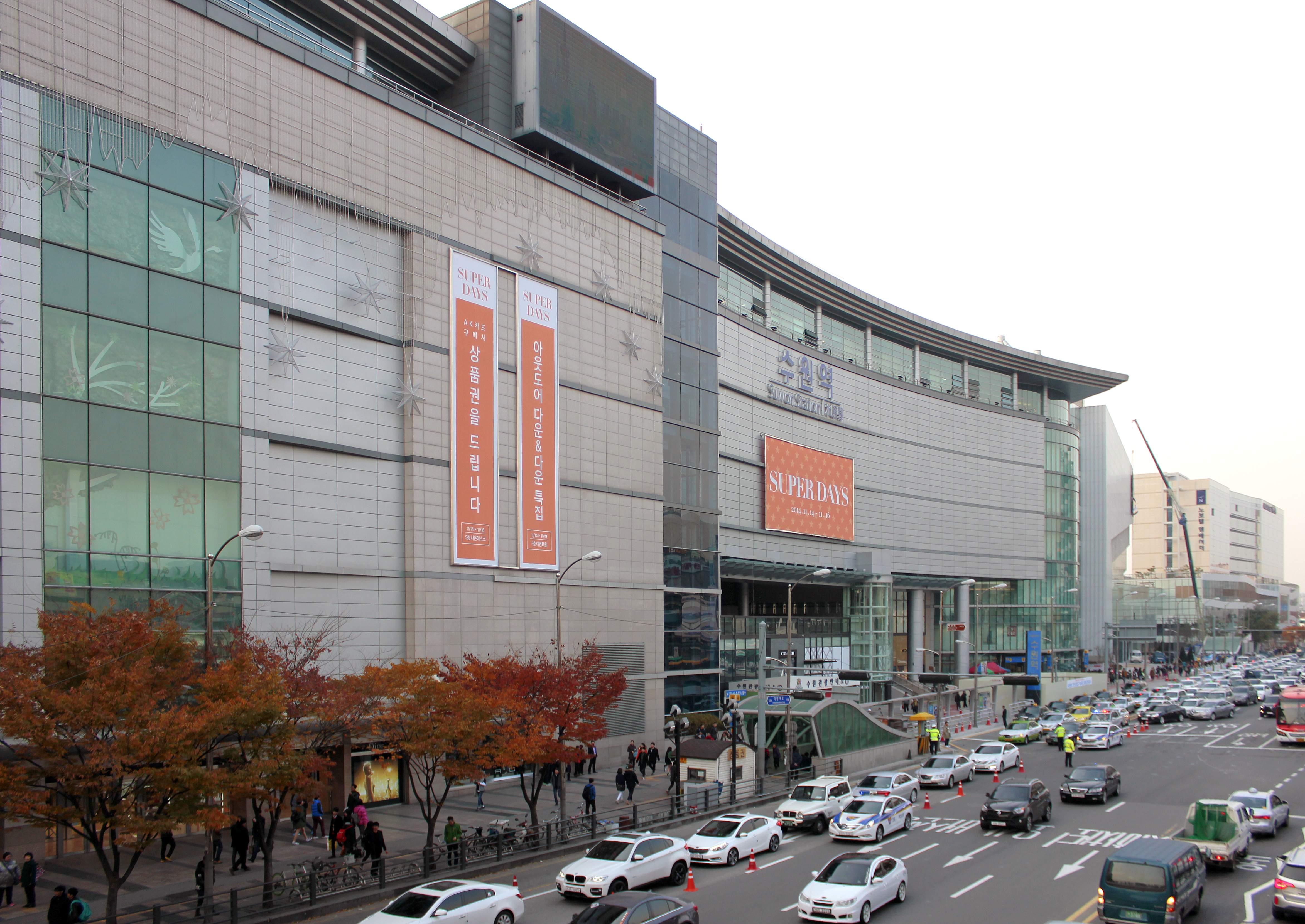
수원역

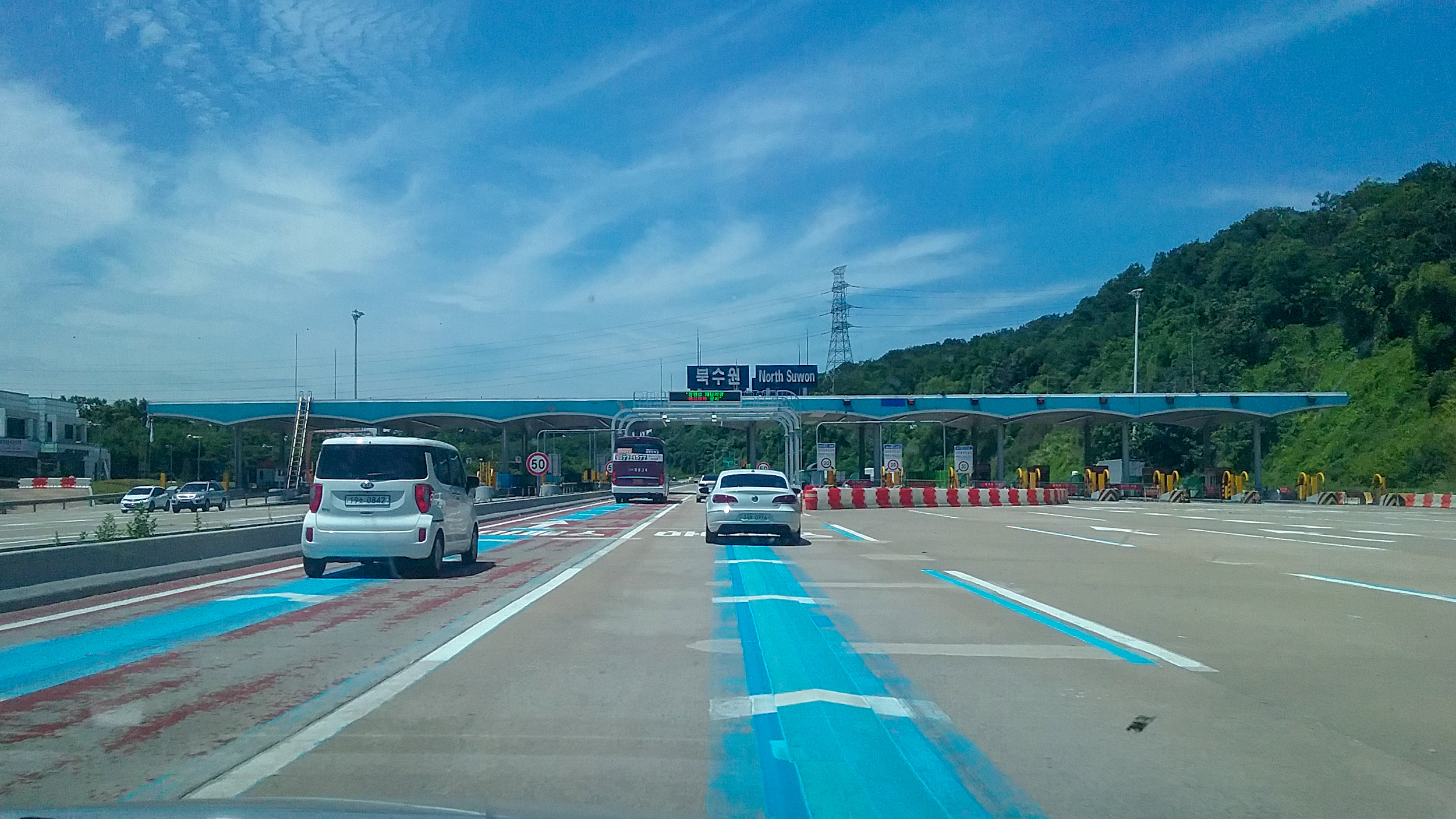
영동고속도로 북수원 요금소 전경

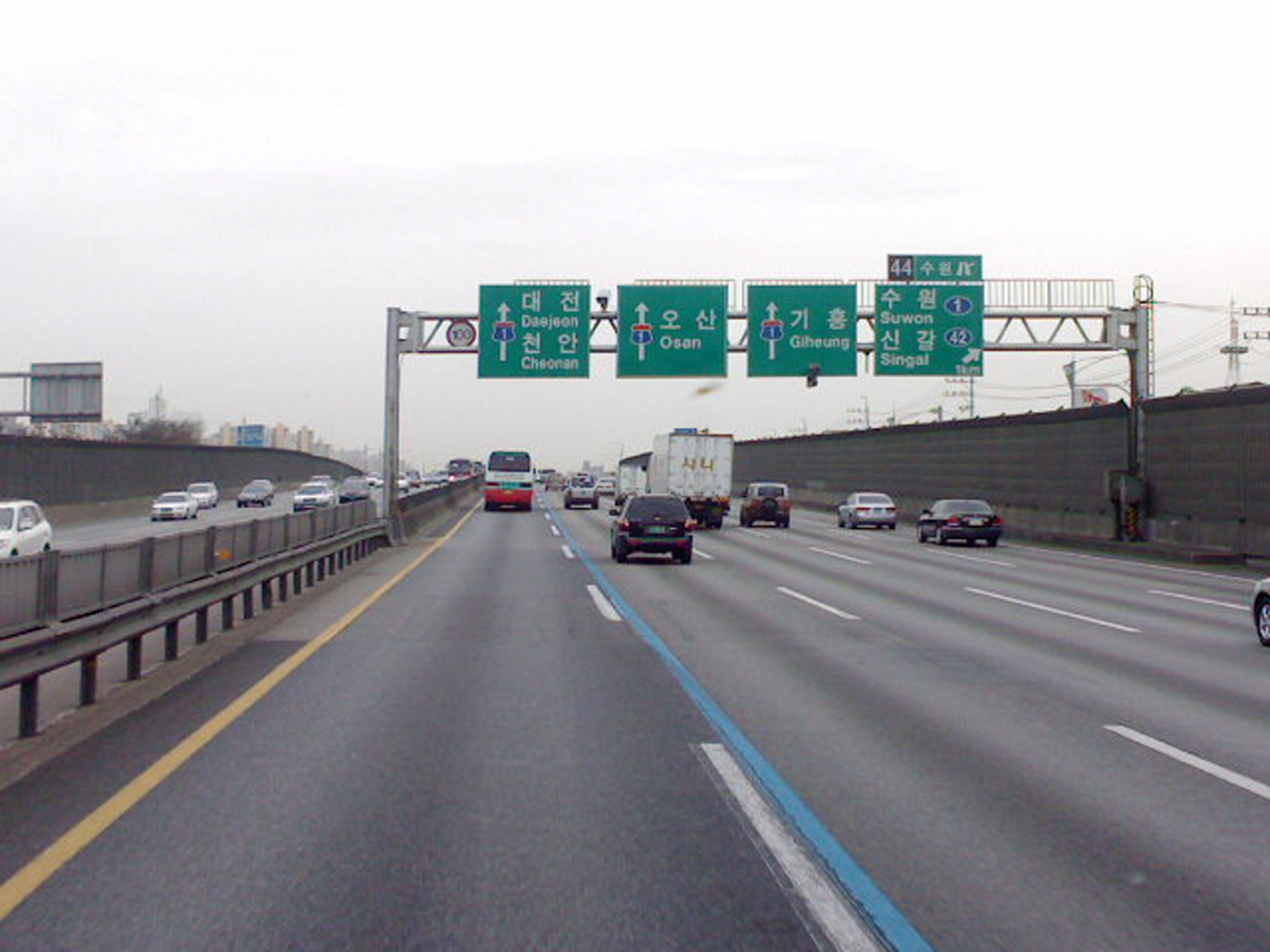
2010년 이전 당시 경부고속도로의 부산방면 수원 나들목 표지판

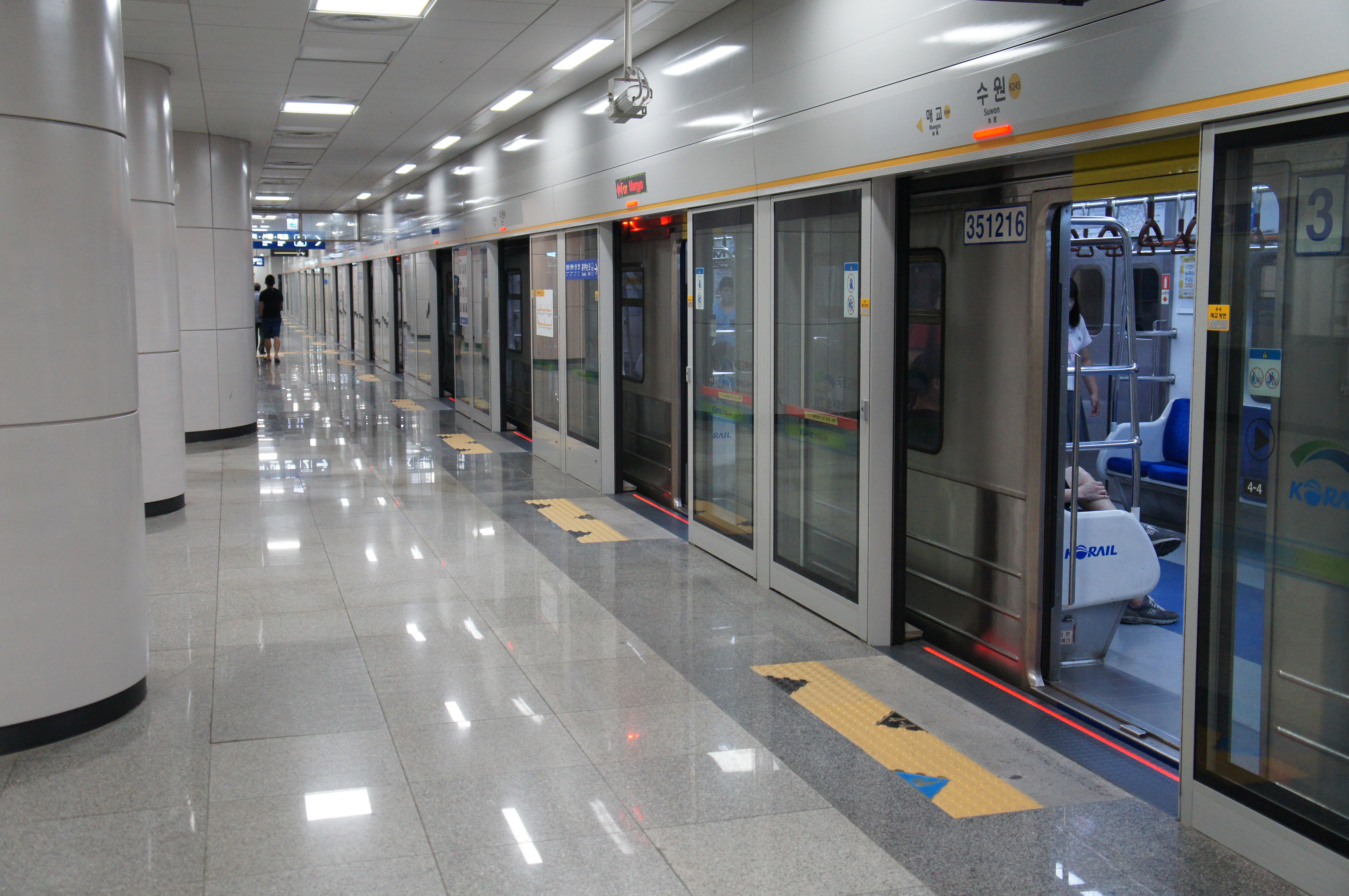
분당선 수원역 승강장

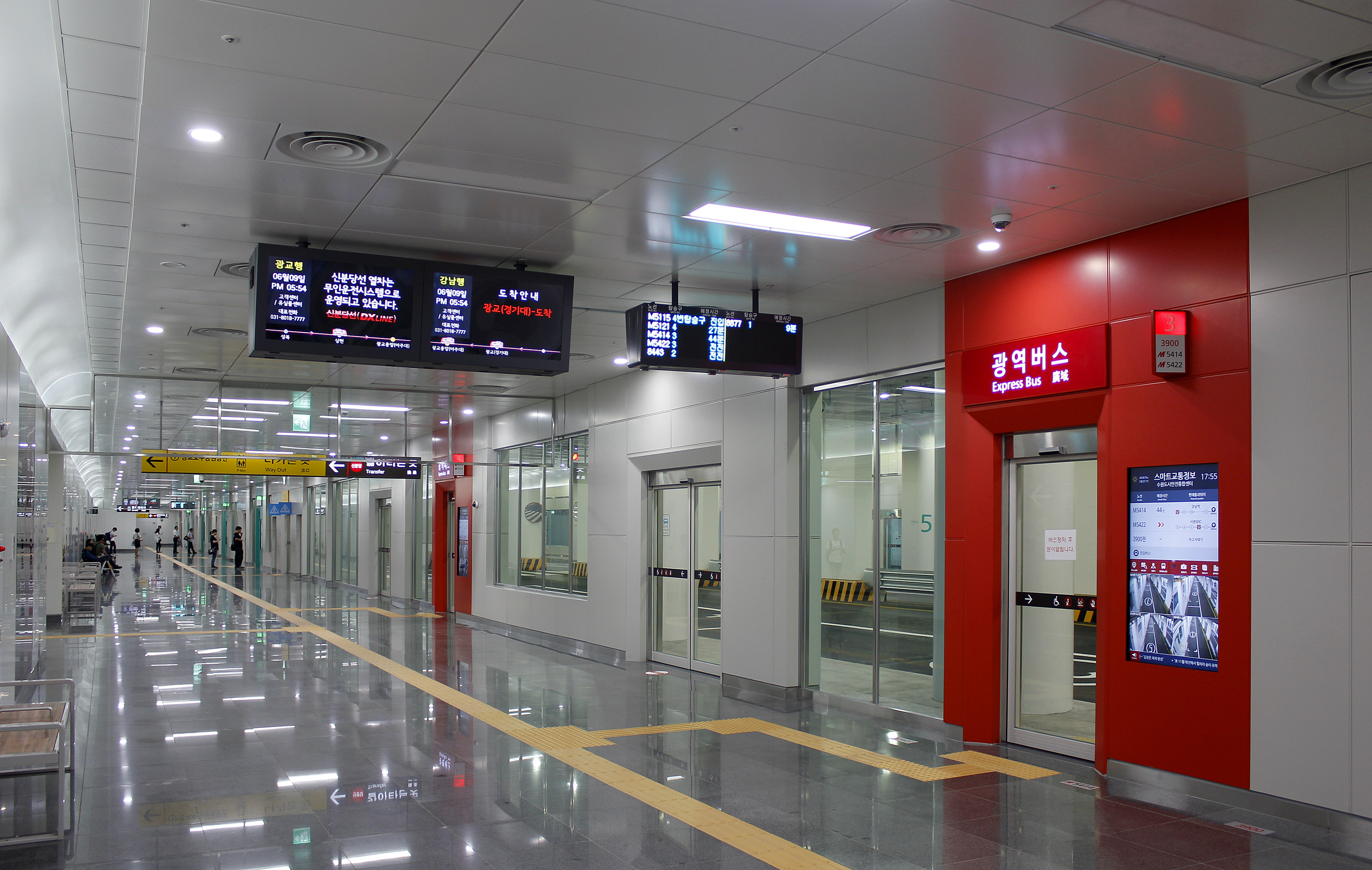
신분당선 광교중앙역 환승센터

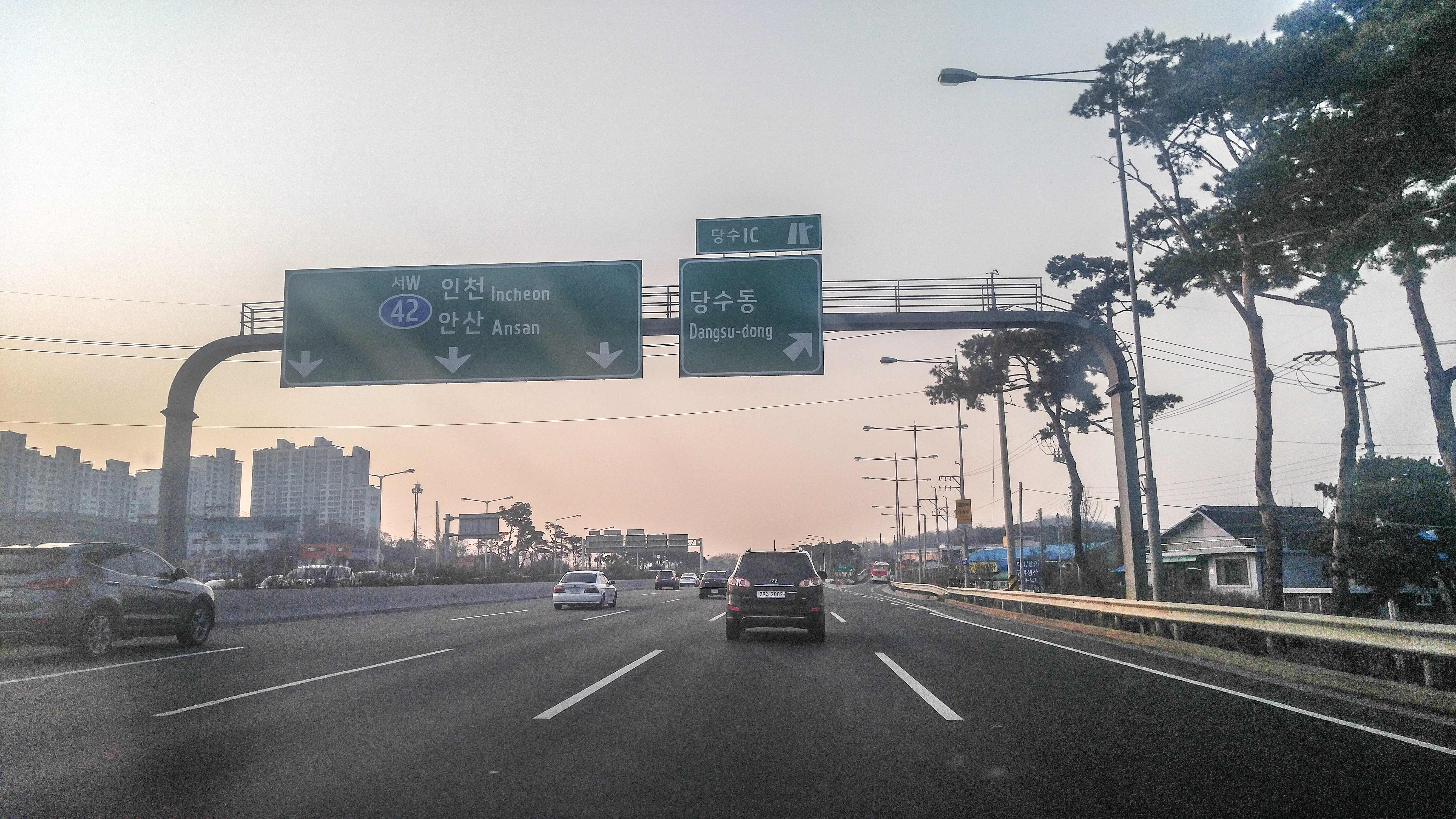
수인로 당수IC 표지판 (인천 방면)

영동고속도로와 용인서울고속도로, 평택파주고속도로가 수원시를 지나는 주요 고속도로이다. 경부고속도로가 수원시 근방인 용인시 기흥구를 지난다. 국도 제1호선, 제42호선, 제43호선, 지방도 제309호선도 수원을 통과한다.

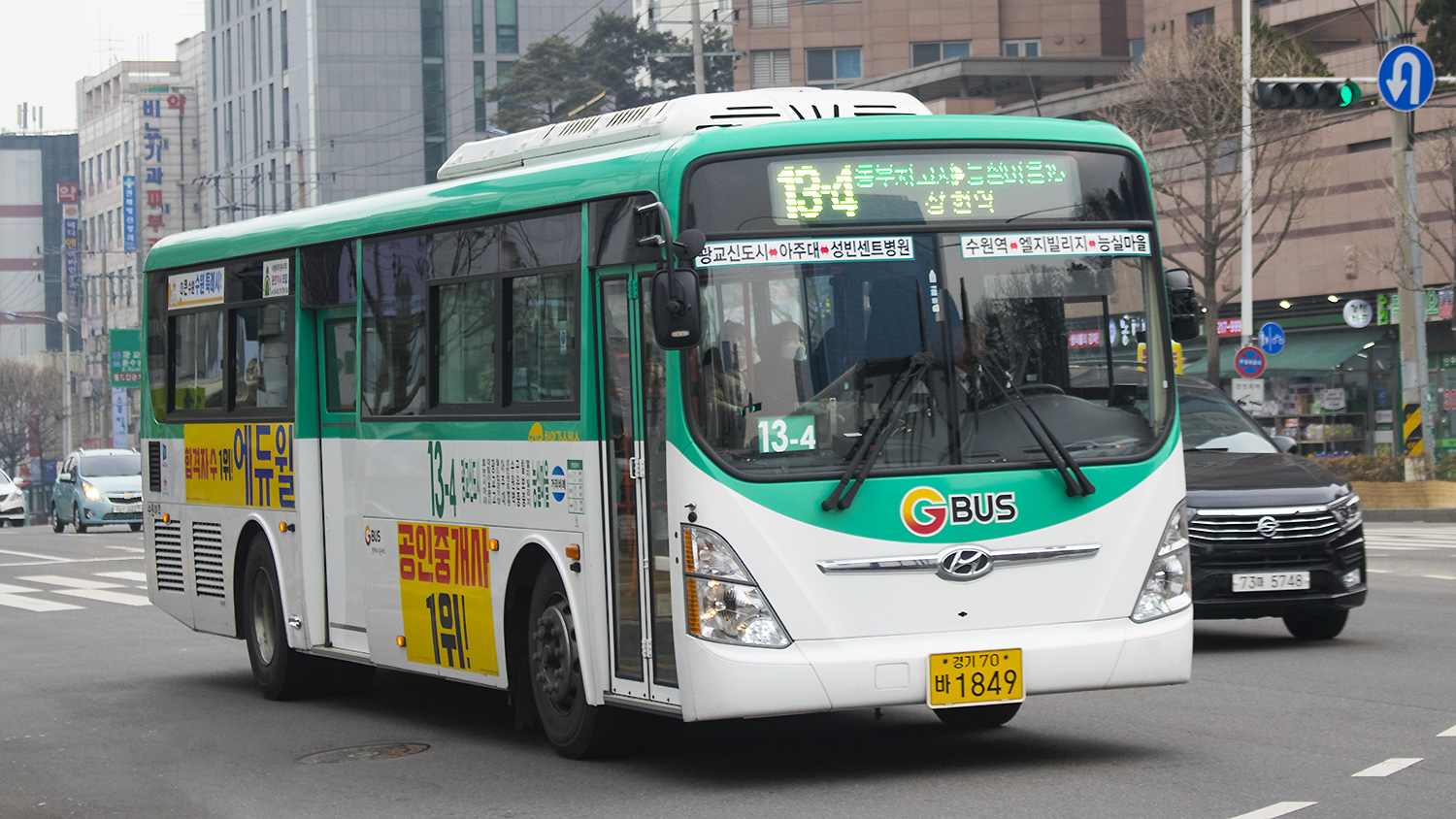
수원에서 운행하고 있는 13-4번 버스

1937년 개통된 수원과 인천광역시 송도역을 연결하는 수인선은 762mm 궤간을 사용하는 협궤철도였으나, 경제성이 낮아 1995년 영업 중지 및 선로가 철거되었으며, 2009년 오이도-인천 구간만 재개통되었다. 2020년 9월 12일부터 한대앞역 ~ 수원역 구간이 개통이 되어 분당선과 수인선을 직결 운행을 하고 있다. 2010년 11월 1일부터 수원역에서 경부고속철도 KTX 열차를 이용할 수 있게 되었다. 현재는 신분당선, 수인분당선, 수도권 전철 1호선이 수원을 지나고 있으며, 향후에는 인덕원-동탄 복선전철, 수원 도시철도 1호선, 수도권 광역급행철도 C노선, 신분당선 호매실 연장분이 착공 및 개통될 예정이다.

### 철도
- 한국철도공사
  - KTX[40]
(서울특별시) ← 수원역 → (대전광역시)
  - 경부선 기차 (경부선)
(안양시) ← 수원역 → (오산시)
  - ● 수도권 전철 1호선
(의왕시) ← 성균관대역 - 화서역 - 수원역 - 세류역 → (화성시)
  - ● 수도권 전철 수인·분당선
(화성시) ← 오목천역 - 고색역 - 수원역 - 매교역 - 수원시청역 - 매탄권선역 - 망포역 - 영통역 - 청명역 → (용인시)

- 네오트랜스
  - ● 신분당선
용산역(예정) → 강남역 → 정자역(분당) → 광교중앙역 → 호매실역(예정)

### 버스
- 시내버스 : 수원시의 시내버스, 수원시의 마을버스, 수원역 환승센터
- 시외버스 : 수원종합버스터미널, 서수원시외버스터미널, 수원역시외버스정류장, 아주대시외버스정류장, 영통입구시외버스정류장, 우만동시외버스정류장

### 도로
고속도로
- 평택파주고속도로 : 금곡 나들목, 동안산·당수 나들목
- 영동고속도로 : 북수원 나들목, 동수원 나들목
- 용인서울고속도로 : 광교상현 나들목
- 경부고속도로 : 수원신갈 나들목[41]

국도
- 국도 제1호선, 국도 제42호선, 국도 제43호선

지방도
- 국가지원지방도 : 국가지원지방도 제84호선, 국가지원지방도 제98호선
- 지방도 : 지방도 제309호선, 지방도 제315호선

대로
- 경수대로 : (화성시 반정동) (경기대로 ←) 세류동 - 터미널사거리 (덕영대로) - 시청사거리 (수원시청역) - 동수원사거리 (중부대로) - 창룡문사거리 (창룡대로) - 수원종합운동장 - 효행공원 → (의왕시 왕곡동)
- 덕영대로 : (의왕시 월암동) ← 월암 나들목 - 성균관대역 - 화서역 - 수원역 - 터미널사거리 (경수대로) - 수원순복음교회 - 망포역 - 경희대학교 국제캠퍼스 → (용인시 하갈동)
- 중부대로 : 중동사거리(기점) - 가톨릭대학교 성빈센트병원 - 동수원사거리 (경수대로) - 아주대삼거리 - 법원사거리 - 나촌말삼거리 → (용인시 기흥구 영덕동)
- 창룡대로 : 화성행궁(기점) - 매향교 - 창룡문사거리 (경수대로) - 경기지방경찰청 - 동수원 나들목 - 광교상현 나들목 (→ 포은대로) (용인시 수지구 상현동)

일반도로
- 매산로
- 정조로
- 서부로
- 수인로
- 봉담과천로
- 수원북부순환로

## 성씨
- 수원 백씨
- 수원 최씨

## 교류 도시
| 자매결연도시 | 지방자치단체   | 지방자치단체          | 비고 |
| ------------ | -------------- | --------------------- | ---- |
| 자매도시     | 제주특별자치도 | 제주시                |      |
| 자매도시     | 경상북도       | 포항시                |      |
| 자매도시     | 전북특별자치도 | 전주시                |      |
| 자매도시     | 충청남도       | 논산시                |      |
| 자매도시     | 독일           | 프라이부르크시        |      |
| 자매도시     | 러시아         | 니즈니노브고로드시    |      |
| 자매도시     | 루마니아       | 클루지나포카시        |      |
| 자매도시     | 멕시코         | 톨루카                |      |
| 자매도시     | 모로코         | 페즈                  |      |
| 자매도시     | 미국           | 애리조나주 피닉스     |      |
| 자매도시     | 베트남         | 하이즈엉성 하이즈엉시 |      |
| 자매도시     | 브라질         | 파라나주 쿠리치바     |      |
| 자매도시     | 오스트레일리아 | 퀸즐랜드주 타운즈빌   |      |
| 자매도시     | 인도네시아     | 서자와주 반둥         |      |
| 자매도시     | 일본           | 홋카이도 아사히카와시 |      |
| 자매도시     | 중국           | 산둥성 지난시         |      |
| 자매도시     | 캄보디아       | 시엠레아프주          |      |
| 자매도시     | 튀르키예       | 얄로바                |      |
| 자매도시     | 프랑스         | 뚜르                  |      |
| 우호도시     | 대한민국       | 충청남도 태안군       |      |
| 우호도시     | 대한민국       | 경상남도 거제시       |      |
| 우호도시     | 대만           | 가오슝                |      |
| 우호도시     | 중국           | 광둥성 주하이         |      |
| 우호도시     | 중국           | 저장성 항저우         |      |
| 우호도시     | 일본           | 후쿠이현 후쿠이시     |      |

## 행사
- 정조대왕 능행차 재현행사(2016년부터 매년 가을)

## 같이 보기
- 대한민국의 설치순 도시 목록
- 대한민국의 지리